# Ніко Ломоурі
Ні́ко Ломоу́рі (груз. ნიკო ლომოური; 7 (19) лютого 1852, село Арбо, тепер Горійського району Грузії — 30 квітня 1915, Ґорі) — грузинський письменник, перший перекладач творів Тараса Шевченка грузинською мовою.
Народився в бідній сім'ї (його батько Йосиф був священиком). Дістав освіту в Київській духовній академії, в Києві ж розпочав літературну діяльність оповіданням «Русалка» (1878), а ще до цієї публікації, 1875 року, надрукував у тбіліській газеті «Дроеба» («დროება», «Часи») серію статей «Голос із монастиря» про життя та побут мешканців Києва.
1879 року, закінчивши академію, повернувся до Грузії. Тридцять років учителював у Тбілісі, потім у Ґорі. В оповіданнях змальовував нужденне життя селян, закликав до просвіти та пробудження національної свідомості («Звідусіль», «Доля нещасних» та ін.). Окремі оповідання адресував дітям («Маленькі друзі», «Каджана»). Перекладав з англійської (Джордж Гордон Байрон), російської (Добролюбов Микола Олександрович), а в п'ятому числі грузинського журналу «Іверія» («ივერია») за 1881 рік опублікував свій переклад поеми Тараса Шевченка «Наймичка», який здійснив ще у Києві в 1875 році.